# Херес (писта)
Херес (на испански: Circuito de Jerez) е писта за провеждане на автомобилни и мотоциклетни състезания, намираща се в Херес де ла Фронтера, Испания.

## История
Открита е на 8 декември 1985 година, като от 1987 година се използва за провеждане на етапите на световното първенство в клас MotoGP, а през периода 1986 – 1997 се използва за провеждане на етапите от Формула 1 за голямата награда на Испания и Европа.

## Характеристика
Проектът е ръководен от испанския инженер Мануел Медина Лара, въз основа на предварителна идея на Алесандро Роки.

## Победители във Формула 1

### Гран при на Испания
| Година | Пилот          | Конструктор    | Писта | Статистика |
| ------ | -------------- | -------------- | ----- | ---------- |
| 1990   | Ален Прост     | Ферари         | Херес | Статистика |
| 1989   | Айртон Сена    | Макларън-Хонда | Херес | Статистика |
| 1988   | Ален Прост     | Макларън-Хонда | Херес | Статистика |
| 1987   | Найджъл Менсъл | Уилямс-Хонда   | Херес | Статистика |
| 1986   | Айртон Сена    | Лотус-Рено     | Херес | Статистика |

### Гран при на Европа
| Година | Пилот          | Конструктор       | Писта | Статистика |
| ------ | -------------- | ----------------- | ----- | ---------- |
| 1997   | Мика Хакинен   | Макларън-Мерцедес | Херес | Статистика |
| 1994   | Михаел Шумахер | Бенетон-Форд      | Херес | Статистика |